# Стенквист, Гарри
Эрик Гарри Стенквист (швед. Erik Harry Stenqvist; 25 декабря 1893, Чикаго, Иллинойс, США — 9 декабря 1968, Эребру, Швеция) — шведский велогонщик американского происхождения, чемпион и серебряный призёр Олимпийских Игр 1920 года.

## Биография
Родился в Соединённых Штатах Америки в семье шведских эмигрантов, а затем переехал в Швецию. На родине предков пять раз становился чемпионом страны, трижды в составе команды в 1912 (с Карлом Джозефом Ландсбергом и Титусом Йохансоном), 1913 (с Карлом Джозефом Ландсбергом и Титусом Йохансоном) и 1915 годах (с Рагнаром Андерсоном и Зигфридом Лундбергом), трижды в индивидуальном зачёте, на 10 км (1915 и 1920) и на 100 км (1920).. Также трижды участвовал в велогонке вокруг озера Меларен Mälaren Runt (1913, 1914, 1915 годы) и дважды в Скандинавской велогонке в Уппсале (1914, 1920). В 1916 году его статус любителя был отменен Шведской федерацией велосипедного спорта, но позже восстановлен после успешной апелляции.
Стенквист был отобран для участия в Стокгольмской Олимпиаде 1912 года, но только в качестве замены. На Олимпийских играх 1920 года, проводившихся в Антверпене (Бельгия) завоевал золотую медаль в индивидуальном и серебряную в командном зачёте. Состоял в команде CK Uni из Сторврета, Уппсала. Причём, изначально Стенквист был объявлен бронзовым призёром, но затем поднялся на первое место после вычитания 4 минут, которые ему пришлось ждать на железнодорожном переезде.
Умер 9 декабря 1968 года в возрасте 74 лет в Эребру, Швеция.